# Mario de la Rosa
Mario de la Rosa, né à Madrid le 1er janvier 1974, est un acteur espagnol actif à partir des années 2010.

## Biographie
Mario de la Rosa apparaît comme acteur au cinéma et à la télévision depuis 2010. Il est connu comme le lieutenant Suárez dans la série télévisée La casa de papel, de 2017 à 2021. En 2019, il joue de petits rôles dans des productions hollywoodiennes comme Hellboy, Terminator: Dark Fate. Il apparaît dans plus de trente films.

## Filmographie partielle

### Cinéma
- 2016 : La Résurrection du Christ (Risen) de Kevin Reynolds[1] : un voleur
- 2016 : Ignace de Loyola de Paolo Dy : Calixto
- 2017 : Insiders: Escape Plan (Plan de fuga) d'Iñaki Dorronsoro : pompier
- 2019 : Hellboy de Neil Marshall[2] : Esteban Ruiz / Camazotz
- 2019 : Terminator: Dark Fate de Tim Miller[3] : agent de police mexicain
- 2021 : El cuartito de Marcos Carnevale : Toti Cuervo
- 2023 : In fuga con Babbo Natale de Volfango De Biasi : Xavier
- 2024 : A Sudden Case of Christmas de Peter Chelsom : Mario

### Télévision
- 2010 : Águila Roja, série télévisée, épisode 3.2 La vida del héroe, en peligro
- 2017–2021 : La casa de papel, série télévisée, 24 épisodes : lieutenant Suárez[4]
- 2018 : La Cathédrale de la mer, série télévisée, épisode 1.8 Condenado : Narcís, un débardeur
- 2023 : Los pacientes del doctor García, série télévisée, 3 épisodes (1.3-5) : Alfonso Navarro